# Улица Малиновского (Ростов-на-Дону)
У́лица Малино́вского — улица в Ростове-на-Дону. Является центральной транспортной магистралью в западной части города. Расположена по большей части в Советском районе города и лишь в районе путепровода через железнодорожные пути улица становится границей Октябрьского района города Ростова-на-Дону и Мясниковского района Ростовской области.

## История
В соответствии с генеральным планом развития города Ростова-на-Дону в начале 1963 года началась застройка Западного жилого массива, были определены его микрорайоны, а также транспортные магистрали. Одной из таких транспортных магистралей стала новая улица, проходившая с юга на север вдоль главного административного корпуса 10-го государственного подшипникового завода (сокращённо ГПЗ-10), которой присвоили наименование Подшипниковый переулок (по названию завода). Такое название улица сохраняла до конца 1970-х годов, а в 1980 году  к 35-й годовщине Победы в Великой Отечественной войне переулок Подшипиниковый был переименован в улицу имени Р.Я. Малиновского. Нумерация домов возрастает с юга на север. Улица берет свое начало от пересечения с Всесоюзной улицей и продолжается до Таганрогского шоссе, пересекая железную дорогу путепроводом. Улица прямая, с количеством полос для движения транспорта от четырёх до шести. В местах пересечения с улицей Доватора и Таганрогским шоссе образованы кольцевые движения транспорта. В целях безопасности пешеходов южнее пересечения с улицей Ерёменко построен надземный пешеходный переход. По улице проходит транзитный автомобильный транспорт, следующий в сторону Западного моста через реку Дон. Кроме этого, по улице осуществляется движение городского общественного транспорта, представленного автобусными и троллейбусными маршрутами. Для обеспечения безопасного движения транспорта в местах пересечения с другими улицами установлены светофорные объекты, а на участке от путепровода через железную дорогу до Таганрогского шоссе установлены бетонные разделительные барьеры. 

## Примечательные здания и сооружения
- Десятый подшипниковый завод[3]
- Хладокомбинат № 3[4]
- Авторынок «Фортуна»
- ТРЦ «Золотой Вавилон»

## Пересечения
Значимые улицы, пересекающие улицу Малиновского, с юга на север
- Каширская улица
- 2-я Краснодарская улица
- Коммунистический проспект
- Проспект Стачки
- улица Жмайлова
- улица 339-й Стрелковой дивизии
- улица Еременко
- улица Доватора
- 1-й Машиностроительный переулок
- Таганрогское шоссе

## Фотогалерея

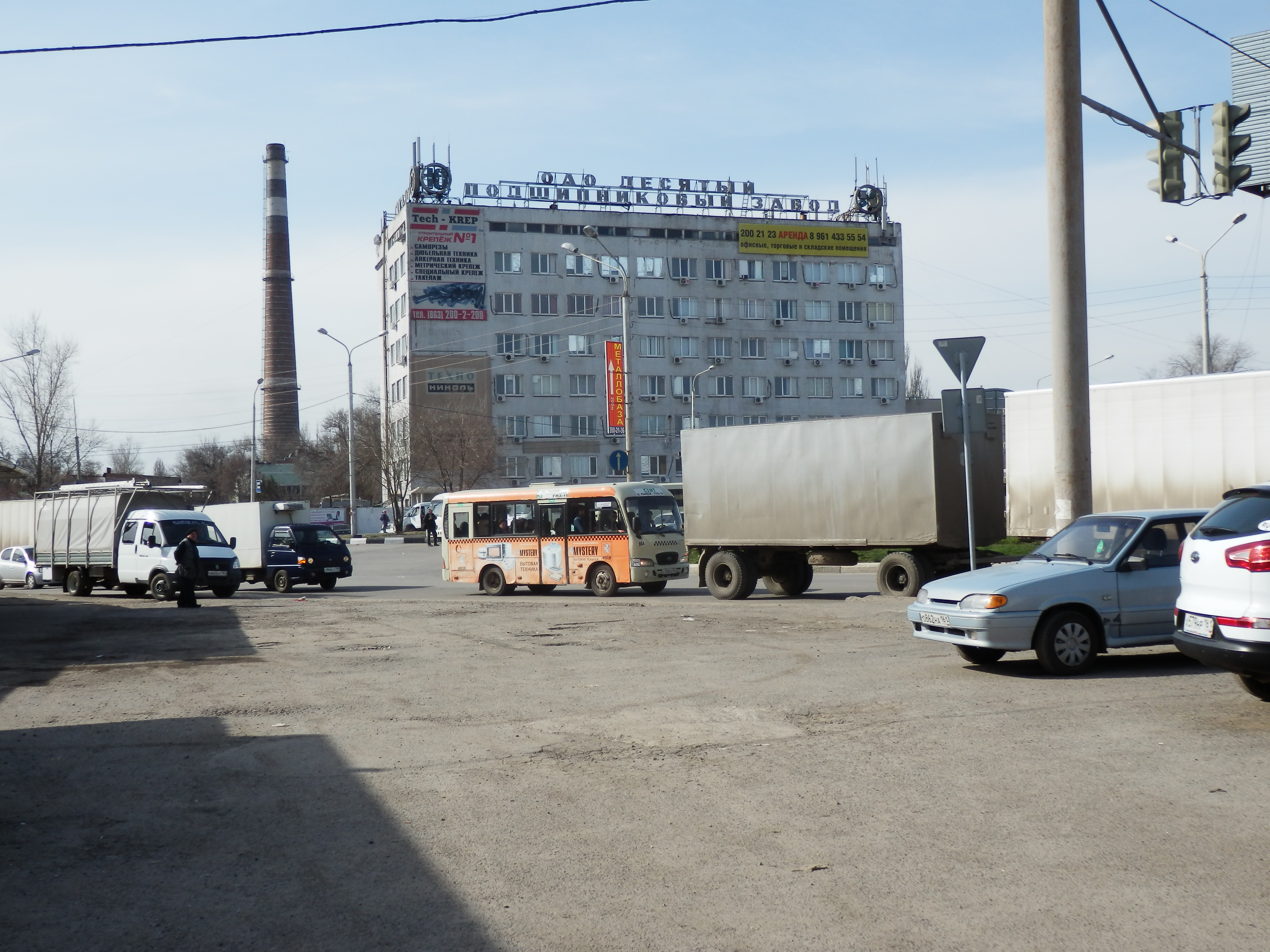
ОАО «Десятый подшипниковый завод»
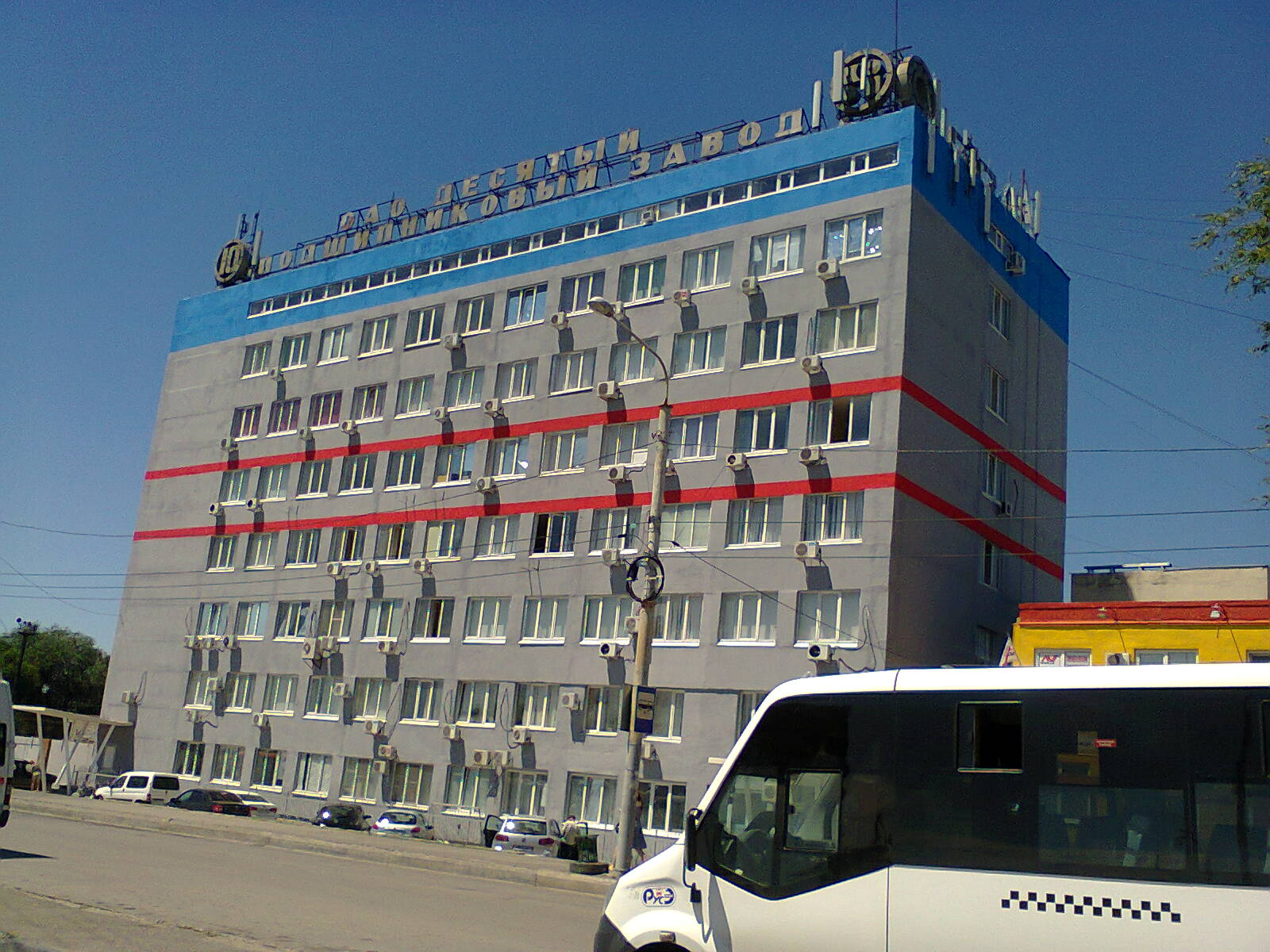
10-й ГПЗ